# Desaparición de la Casa de Árpad

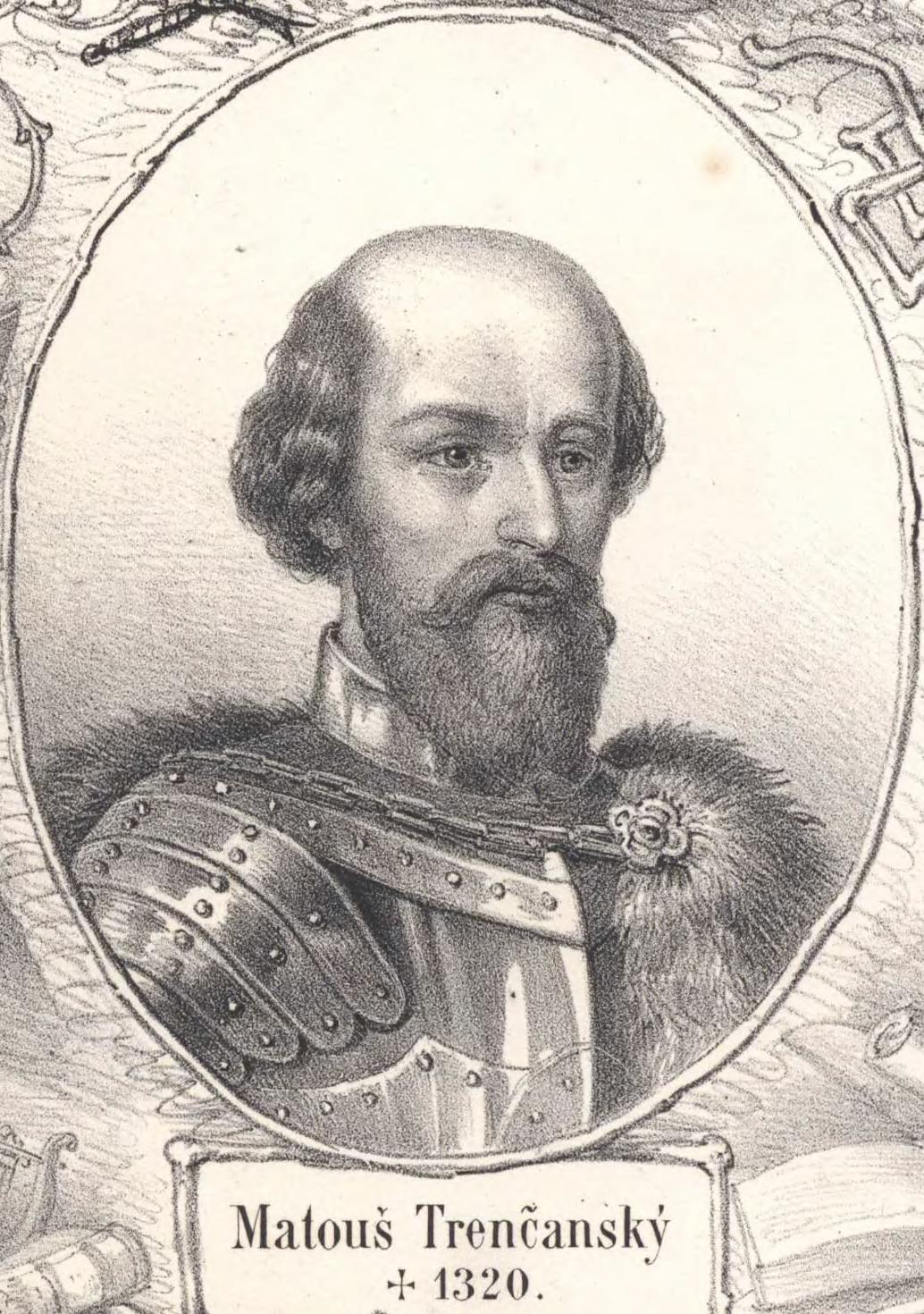
Mateo Csák, uno de los barones húngaros que enfrentó al rey Carlos Roberto a lo largo de su reinado.

Dominios de Carlos Roberto y de los principales señores feudales

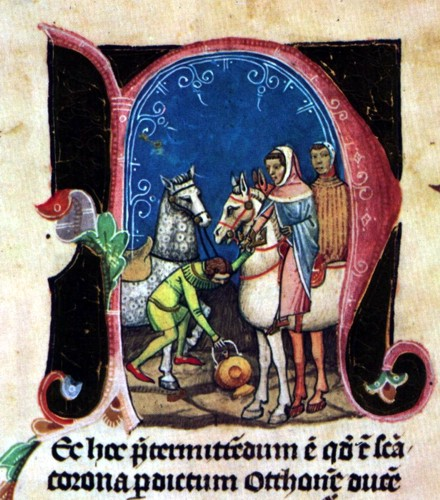
Otón y la Santa Corona húngara.

La desaparición de la Casa de Árpad sobrevino en 1301 con la muerte del rey Andrés III de Hungría sin dejar herederos varones ni un sucesor designado. La extinción de la dinastía de los Reyes Santos —que reinaba en el país desde el año 1001, con san Esteban I—, generó una seria crisis en Europa central al postularse varios pretendientes al trono vacante. Lo hicieron Alberto I de Habsburgo —alegando que durante la invasión mongola de 1241, el rey Bela IV le había ofrecido la corona a cambio de su ayuda—, Carlos Roberto de Anjou —nieto de Carlos II de Nápoles y de María de Hungría—, Otón III duque de Baviera —nieto del fallecido rey Bela IV— y Wenceslao III de Bohemia —tataranieto de Constanza, hija del rey Bela III. Fue una reanudación de la guerra civil que tras la muerte de Ladislao IV en 1290, sin dejar hijos, había enfrentado a los candidatos rivales prohúngaros de Andrés III y procroatas de Carlos Martel de Anjou (1271-1295).
Inicialmente, el joven Carlos Roberto (1288-1342), hijo de tan solo 12 años del fallecido Carlos Martel, con el apoyo del papa y del emperador, arribó al sur de Hungría, donde fue llevado a la ciudad de Estrigonia por Gregorio Bicskei, arzobispo electo de dicha metrópolis. Fue coronado con una corona provisional —joya real de coronación no estaba en manos de los partidarios de los Anjou— antes del 13 de mayo,, aunque esa coronación no fue considerada legitima por la mayoría de los húngaros al no cumplir con las tres condiciones de la tradición: si bien había sido oficiada por el arzobispo de Estrigonia, no se había ni llevado a cabo en la ciudad de Székesfehérvár, ni se había hecho con la Santa Corona San Esteban.
Hungría se desintegró entonces en una docena de territorios semiindependientes, regidos por distintos nobles: Mateo Csák, dominaba parte del noroeste del país (la parte occidental de la moderna Eslovaquia); Amadeo Aba, era el señor del noreste; Iván Kőszegi, reinaba en la Transdanubia; y Ladislao Kán, en Transilvania. La mayoría de esos nobles rehusó la autoridad de Carlos y presentó la corona a Wenceslao III de Bohemia (1289-1306), cuya prometida, a Isabel, era hija única del difunto Andrés III. Wenceslao ciñó la corona de San Esteban, tomando el nombre de Ladislao I, el 27 de agosto de 1301 en Székesfehérvár, pero su entronización también se puso en duda, esta vez porque fue el arzobispo Juan de Kalocsa el que ofició la ceremonia, cuando correspondía al arzobispo de Esztergom.
Después de la coronación de su rival, Carlos se retiró a las tierras de Ugrin Csák en Eslavonia. El papa Bonifacio envió a un legado, Nicolás Boccasini, a Hungría. Boccasini persuadió a la mayoría de los prelados húngaros para que aceptasen la autoridad de Carlos. Sin embargo, la mayoría de los nobles seguían rechazándola debido a que, según la Crónica Miniada, temían que «los hombres libres del reino perdiesen su libertad si aceptaban un rey nombrado por la Iglesia». En septiembre de 1302, puso sitio a Buda, pero no pudo ocupar la capital del reino, socorrida por Iván Kőszegi, y tuvo que retirarse nuevamente a Eslavonia. Los edictos de Carlos prueban que pasó la mayor parte de los años siguientes en las tierras meridionales del reino, aunque también visitó el castillo de Amadeo Aba en Gönc.
El tío materno de Carlos, el emperador Alberto I de Alemania también le proporcionó ayuda militar. Wenceslao abandonó Hungría en el verano del 1304, llevándose consigo la corona real. Ese mismo verano, el rey Wenceslao II de Bohemia había acudido al país con el fin de ayudar a su hijo a fortalecer su autoridad en el reino. Sin embargo, el rey de Bohemia pronto se dio cuenta de que la posición este era débil, por lo que decidió retirarse acompañado de su hijo. Carlos se reunió con su primo Rodolfo III de Austria en Pressburg (la moderna Bratislava eslovaca) el 24 de agosto. Ambos firmaron una alianza y emprendieron juntos la invasión de Bohemia el otoño siguiente. Wenceslao, que para entonces había sucedido a su padre en el trono bohemio, renunció a sus derechos en Hungría en favor de Otón III el 9 de octubre de 1305. Los invasores pudieron ocupar Kutná Hora y Carlos tuvo que retirarse a Hungría. Otón fue coronado —con el nombre de Béla V— el 6 de diciembre en Székesfehérvár con la Santa Corona, pero por los obispos de Csanád y Veszprém. Pese a ello, nunca gozó de gran poder en Hungría, pues apenas contaba realmente con el sostén de los Kőszegis y de los sajones de Transilvania. En el verano de 1307 Otón fue apresado, con la Santa Corona Húngara, por Ladislao Kán, voivoda de Transilvania. Tras varios meses en prisión fue liberado a comienzos de 1308 a cambio de las joyas de la corona húngara, huyendo del reino húngaro a Baviera donde murió en 1312. Gentile Partino da Montefiore, nuevo legado papal,. llegó al país en el verano del 1308 y durante los meses siguientes, convenció a los principales señores para que aceptasen como rey a Carlos. Cuando amenazó con la excomunión a Ladislao Kán, este pronto devolvió la Santa Corona. Finalmente Carlos Roberto fue proclamado rey por unanimidad el 27 de noviembre de 1308, en la Dieta que celebró sesión en el dominico de Pest. Finalmente recibió la corona de San Esteban en Székesfehérvár el 27 de agosto de 1310.
Carlos Alberto, a lo largo de su reinado, derrotó a los barones locales y suprimió sus poderes regionales, unificando el reino bajo su mano, y manteniendo el control sobre todas las regiones (aun las más alejadas) con un sistema administrativo bien programado, al que le siguieron una serie de reformas económicas, con rigurosos impuestos aduaneros e internos. Había introducido un nuevo tipo de moneda, el florín húngaro, según el patrón de Florencia y cediendo parte de las ganancias en las minas de oro y plata a los propietarios nobles, que anteriormente no recibían beneficio alguno, ya que estas minas eran solamente del rey.

## El título de rey de Hungría

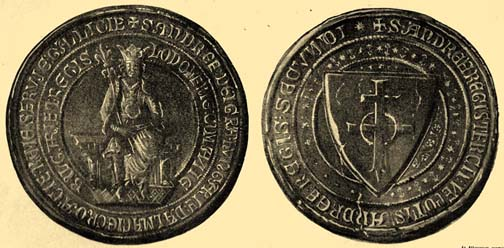
Sello real de Andrés III de Hungría, último monarca de la Casa de Árpad fallecido en 1301

Para el reinado de Andrés III de Hungría, el Estado medieval englobaba en sus fronteras al territorio actual de Hungría, Eslovaquia, Croacia, parte de Serbia y más de la mitad de la actual Rumania. De esta forma, el rey húngaro gobernaba una región considerable que contaba con una posición estratégica codiciada. El título completo del rey en 1294 era "Andreas dei gracia Hungarie, Dalmacie, Croacie, Rame, Seruie, Gallicie, Lodomerie, Cumanie, Bulgarieque rex", es decir, Andrés rey de Hungría, Dalmacia, Croacia, Rama, Serbia, Galicia, Lodomeria, Cumania y Bulgaria, conteniendo en sí el destino de numerosas nacionalidades en Europa Central (sin embargo es importante destacar que las entitulaciones de rey de Serbia, rey de Bulgaria y rey de Galicia y Lodomeria eran solo formalidades. El rey del momento los había tomado, tras haber realizado incursiones militares con influencia política en dichos territorios, pero no significó que ellos o sus sucesores fuesen investidos totalmente con la autoridad sobre esos Estados).

## Los pretendientes al trono de Hungría en 1301
En 1301 sobrevino la muerte del rey Andrés III de Hungría sin dejar herederos varones ni un sucesor designado. Con la desaparición de la dinastía húngara que reinaba desde año 1001 con san Esteban I de Hungría se generó una seria crisis en Europa central al postularse varios pretendientes al trono vacante. El rey germánico Rodolfo I de Habsburgo fue uno de los primeros en reclamar el trono húngaro para su hijo Alberto I de Habsburgo, afirmando que décadas atrás durante la invasión mongola de 1241, el rey Bela IV de Hungría había ofrecido el reino húngaro a los germánicos a cambio de ayuda militar. Sin embargo, dicho ofrecimiento jamás fue probado y en su defecto jamás se enviaron fuerzas armadas para la defensa de Hungría, por lo cual, las pretensiones sobre el trono vacío rápidamente quedaron en el olvido.
Por otra parte, ya previa a la coronación de Andrés III en 1290, los monarcas de Nápoles habían reclamado el trono húngaro, pues el rey Carlos II de Nápoles y Sicilia había tomado como esposa en 1270 a la princesa María de Hungría, hija del fallecido rey Esteban V de Hungría. De esta manera, Carlos II de Nápoles a través de su esposa nombró heredero al trono húngaro a su hijo Carlos Martel de Anjou-Sicilia, quien murió en 1295, pasando esos derechos sucesorios a su hijo Carlos Roberto de Anjou, al ser nieto de Carlos II de Nápoles y de María de Hungría.
El joven Carlos, de tan solo 13 años, fue llevado a Hungría para ocupar el trono, pues el papa Bonifacio VIII era el señor feudal del reino napolitano y deseaba que también la dinastía Anjou-Sicilia llegase al trono húngaro. Alegando que el rey san Esteban I, antes de su muerte, había ofrecido su reino a la Iglesia, el papa afirmaba tener derechos feudales sobre el reino húngaro, y alegaba sentir el derecho y la necesidad de nombrar rey de Hungría a quien él considerase.
Pero la situación política en del reino húngaro era en extremo caótica. Los grandes señores habían adquirido mucho poder en las últimas décadas durante el débil reinado de Andrés III, y no reconocían la autoridad suprema del rey, gobernando cada uno de manera casi autónoma en sus territorios. Mateo Csák, el más poderoso de ellos, se vio entonces en la coyuntura de decidir a qué pretendiente apoyaría, pues paralelamente también habían reclamado el trono Otón III duque de Baviera, hijo de la princesa Isabel de Hungría convirtiéndolo en nieto del fallecido rey Bela IV de Hungría. Igualmente, el rey checo Wenceslao II de Bohemia, como bisnieto de Constanza de Hungría, también hija del rey Bela III de Hungría, reclamó el trono para su hijo de 12 años, el futuro Wenceslao III de Bohemia.

## Los primeros dos reyes

### Wenceslao de Hungría
El periodo durante el cual Wenceslao y Otón gobernaron es conocido como interregno. Inicialmente Carlos Roberto arribó al sur de Hungría, donde fue llevado a la ciudad de Estrigonia por Gregorio Bicskei, arzobispo electo (mas no confirmado por el papa) de dicha metrópolis. Sin embargo, esa coronación no fue considerada legitima, pues no cumplía con las tres condiciones de la tradición: si bien había sido oficiada por el arzobispo de Estrigonia, no se había ni llevado a cabo en la ciudad de Székesfehérvár, ni se había hecho con la Santa Corona San Esteban, sino con una corona provisional, pues la joya real de coronación no estaba en manos de los partidarios de los Anjou.
Cuando falleció Andrés III, el papa Bonifacio VIII ya había decidido que apoyaría al partido de los Anjou, y en mayo de 1301 envió a su legado papal Niccoló Bocasini para que asegurase el trono al joven Carlos Roberto, entonces de 12 años. Sin embargo, el pueblo alarmado por la intervención de la Iglesia, temió perder sus derechos de libertad, y envió un comité a Bohemia para ofrecerle el trono al joven Wenceslao III. El grupo diplomático estaba liderado por Juan Gimesi, arzobispo de Kalocsa, acompañado por varios obispos húngaros y muchos nobles como Enrique Kőszegi, Nicolás Balassa, Domonkos Rátót.
Wenceslao III fue llevado a Hungría y coronado el 27 de agosto de 1301 por el arzobispo Juan de Kalocsa en la ciudad de Székesfehérvár, con la Santa Corona de San Esteban. A partir de ese momento Wenceslao tomó el nombre de Ladislao (en honor al rey caballero san Ladislao I de Hungría), con el que hizo imprimir sus monedas, sellos reales y firmó sus documentos. A partir de ese momento Carlos Roberto y Wenceslao comenzaron a realizar donaciones y otorgar terrenos a sus súbditos para ganar cada vez más adeptos. Así el poderoso Mateo Csák recibió de Wenceslao la región de Trencsén y de Nitra, al norte de Hungría.
La situación comenzó a variar a favor de Carlos Roberto tras la muerte del arzobispo Juan de Kalocsa, que dejó sin un poderoso aliado a Wenceslao. Su sucesor fue Esteban, partidario de los Anjou, y en el de 1301 arribó un legado papal que llamó a ambos reyes ante la presencia papal y los instó a obedecerle.
En otoño de 1302 Carlos Roberto preparó un ataque contra la ciudad de Buda, donde residía Wenceslao en ese momento. El ataque fracasó, pues el noble Iván Kőszegi consiguió repelerlo y salvar a Wenceslao. Esto empeoró aún más la situación, pues el legado papal excomulgó a toda la ciudad de Buda que se negaba a reconocer a Carlos Roberto como rey. Los ciudadanos de Buda y muchos sacerdotes del bajo clero se burlaron del papa, ellos mismos lo excomulgaron y continuaron oficiando misas y demás ceremonias religiosas sin atender la excomunión.
Aun con la derrota militar, el papa Bonifacio VIII siguió apoyando insistentemente a Carlos Roberto. Pero en 1303 el papa y el arzobispo Gregorio Bicskei murieron, dejando al pretendiente Anjou sin dos de sus poderosos aliados. Esto no afectó a la situación de Carlos Roberto, pues el siguiente papa fue Benedicto XI, el propio Niccoló Bocassini, que había estado en Hungría como legado papal anteriormente. Pero en 1304, viendo que su hijo no estaba seguro en Hungría, Wenceslao II arribó a Buda y decidió llevarse al niño Wenceslao III a Bohemia, confiándole la regencia del reino a Iván Kőszegi.
Mientras tanto, el poderoso e influyente Mateo Csák ya había abandonado al partido de Wencelao, y se apresuró a cerrarle el paso en la frontera. Aliándose con Carlos Roberto, sus partidarios crecieron cada vez más, incluyendo al duque Rodolfo de Habsburgo, con los que movilizó sus ejércitos irrumpiendo en Bohemia en otoño de 1304. La campaña no tuvo éxito, pero lo que derrumbó toda la estabilidad de Wenceslao fue la muerte de su padre Wenceslao II en verano de 1305. De inmediato el joven renunció al trono húngaro y prometió devolver la Santa Corona que se hallaba en su posesión.

### Otón de Hungría

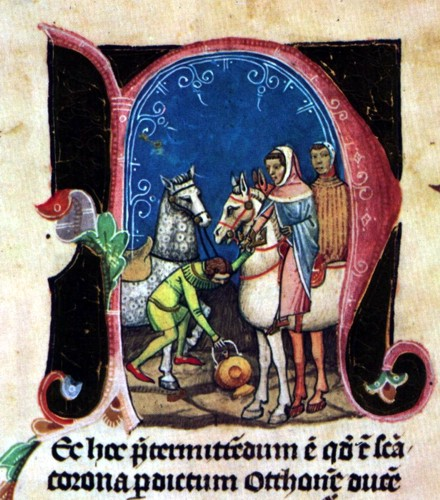
Cuando Otón parte hacia Transilvania a pedir apoyo, lleva la Santa Corona escondida en un recipiente de agua, el que accidentalmente pierden por el camino. Aterrorizados al día siguiente regresan a buscarlo, y a pesar de lo transitado que era el camino, milagrosamente se hallaba justo donde lo habían perdido. Imagen de la Crónica Ilustrada húngara.

Tras la renuncia al trono en 1305, Wenceslao devolvió la Santa Corona, pero no se la entregó a Carlos Roberto, sino a su aliado Otón III duque de Baviera, nieto por vía materna del fallecido rey Bela IV de Hungría. Pronto Otón arribó a Hungría a finales de 1305, siendo la familia Kőszegi la que lo apoyó inicialmente, ya que habían sido partidarios de Wenceslao. De esa manera, el 6 de diciembre Otón fue coronado en Székesfehérvár, con la Santa Corona, pero por los obispos de Csanád y Veszprém. Al no haber sido oficiada la ceremonia por el arzobispo de Estrigonia, tampoco no se consideró legitima.
Carlos II de Nápoles y Sicilia pidió en 1306 nuevos préstamos a los banqueros de Florencia, para así poder financiar a su nieto Carlos Roberto en su empresa de obtener el trono húngaro. Ese mismo año 1306, Tomás, el nuevo arzobispo de Estrigonia, excomulgó a los nobles Iván y Enrique Kőszegi, que aún seguían manteniendo en su poder la ciudad arzobispal por órdenes de Wenceslao (el motivo de la excomunión fue que eran infieles a la reina María de Hungría, reina de Nápoles, esposa de Carlos II de Nápoles y abuela de Carlos Roberto, a quien ella le daba formalmente en herencia el trono húngaro). En la primavera Carlos Roberto ocupó la ciudad de Estrigonia y continuó avanzando hacia el norte recuperando muchos territorios.
Pero Otón seguía en Buda y contaba entre sus seguidores a las familias Borsa, Kopasz y Béke. En 1307 Otón partió hacia Transilvania para encontrarse con Ladislao Kán, el voivoda de Transilvania, y pedir su ayuda, como la de los sajones que habitaban en esa región del reino húngaro. En verano de ese mismo año Ladislao Kán capturó a Otón junto con la Santa Corona Húngara y lo mantuvo en prisión durante varios meses. Luego de ser liberado a comienzos de 1308, pronto huyó del reino húngaro a Baviera donde murió en 1312.
Mientras tanto Ladislao Kán mantenía en su poder la Santa Corona Húngara, lo que forzó a actuar a Carlos Roberto a comienzos de 1308.

## Carlos Roberto de Anjou
Cuando el enviado papal amenazó con la excomunión a Ladislao Kán, este pronto devolvió la Santa Corona y finalmente Carlos Roberto pudo ser coronado, por tercera y definitiva vez, como rey húngaro. Posteriormente derrotó a los barones y suprimió sus poderes regionales, unificando el reino bajo su mano, y manteniendo el control sobre todas las regiones (aun las más alejadas) con un sistema administrativo bien programado, que le siguió una serie de reformas económicas, así como la introducción del florin de oro basándose en la moneda de Florencia.

## Consecuencias sobre Europa central a partir del reinado de Carlos Roberto

Escudo de armas del rey Carlos I Roberto de Hungría. Unificó las franjas rojas y blancas de la Casa de Árpád, de la cual se consideraba descendiente por vía materna y los lirios de la Casa de Anjou de la cual provenía por ascendencia paterna.

El poder real en Hungría se había debilitado considerablemente desde la invasión tártara de 1241, adquiriendo fuerza y poder los señores nobles húngaros. Carlos Roberto sometió a sus ejércitos individuales y ya en 1317 había recuperado su poder sobre todo el reino y sus dependencias. Su política centralista y poco permisiva con los súbditos y la nobleza mantuvo el orden sólidamente durante casi un siglo, en su reinado y el de su hijo Luis I de Hungría a partir de 1342.
Las reformas económicas de Carlos Roberto, cambiando el sistema de impuestos y la recaudación de fondos para el tesoro real, así como la fundación de muchos asentamientos mineros pronto convirtieron al reino en el mayor exportador de oro y plata en toda Europa, así como en uno de los reinos más ricos de la zona.
La política internacional de Carlos Roberto y su hijo Luis el Grande se caracterizó por mantener un equilibrio y la paz tanto con el reino de Polonia como con el Sacro Imperio Romano Germánico, y mantuvo como sus súbditos al principado rumano de Valaquia. Luis I de Hungría constituyó en 1351 otro principado rumano, el de Moldavia. Ordenó al noble Dragoş, un gobernante local de una minoría rumana en el reino húngaro al servicio del rey, que se trasladase a lo que fue después Moldavia y gobernase un nuevo estado colchón, que separase Hungría de los territorios bajo control mongol. Posteriormente ese territorio se independizó de Hungría cuando un noble rumano derrocó al regente, nieto de Dragoş, y se hizo nombrar a sí mismo como Bogdan I de Moldavia en 1359.
La cultura italiana del renacimiento gótico, fue llevada en su totalidad a Hungría a partir de la llegada de Carlos Roberto. Fueron muchos los artistas italianos que trabajaron en Hungría, en iglesias, esculturas, frescos, pinturas y códices, así como muchos húngaros viajaron a Italia para estudiar dichas artes. La prosperidad y riqueza del reino húngaro y de Europa central sobrevino entonces a partir de la llegada de los reyes Anjou-Hungría, elevándose el Estado a un nivel cultural excelso, interviniendo en crisis políticas posteriores en Italia y Francia, ante los tronos vacíos en la segunda mitad del siglo XIV.
Igualmente Luis I de Hungría heredará de su tío materno el trono de Polonia en 1370, estableciendo relaciones cercanas entre ambos reinos, prosperando el comercio y la asistencia mutua militar, situación que durará durante varios siglos y será alimentada por otros factores.